# دودو سیارانس
دودو سیارانس (به پرتغالی: Alessandro Silva de Sousa) هافبک اهل برزیل است که در شهر فورتالزا و در تاریخ ۱۵ آوریل ۱۹۸۳ به دنیا آمده‌است.
دودو سیارانس در تیم‌های فوتبال Vitória ،کاشیوا ریسول، رن، زسکا مسکو، المپیاکوس و اتلتیکو مینیرو سابقهٔ حضور دارد. این بازیکن همچنین در سال، ۲۰۰۴ – ۲۰۰۹ برای، تیم ملی فوتبال برزیل به میدان رفته‌است